# Éliminatoires de la Coupe caribéenne des nations 2014
Les qualifications à la Coupe caribéenne des nations 2014 mettent aux prises 24 équipes nationales (sans compter la Jamaïque et Cuba, qualifiés d'office en tant que pays hôte et tenant du titre) afin de qualifier 6 formations pour disputer la phase finale qui se dispute en novembre 2014.

## Format
Contrairement aux précédents formats de qualification, ces éliminatoires se divisent en trois tours à élimination directe via des poules de 3 ou 4 équipes : tour préliminaire, premier tour et deuxième tour :
- Le tour préliminaire réservé aux sept équipes les moins bien classées
- Le premier tour,
- Le deuxième tour avec l'entrée d'autres participants

| Entrent au deuxième tour                                                                    | Entrent au premier tour | Entrent au tour préliminaire                                                                                  |
| ------------------------------------------------------------------------------------------- | --- | --- |
| Guadeloupe (raison inconnue) Haïti (3e place en 2012) Trinité-et-Tobago (finaliste en 2012) | Anguilla Antigua-et-Barbuda Barbade Curaçao Dominique République dominicaine Grenade Guyana Martinique Sainte-Lucie Porto Rico Saint-Christophe-et-Niévès Saint-Vincent-et-les-Grenadines Suriname | Aruba Bonaire Guyane Montserrat Îles Turques-et-Caïques Îles Vierges britanniques Îles Vierges des États-Unis |

Notes
- Cinq équipes ne se sont pas inscrites à ces éliminatoires :  Bahamas,  Bermudes,  Îles Caïmans,  Saint-Martin,  Sint Maarten.

## Dates
Pour la première fois de son histoire, la compétition et les  qualifications sont organisés lors des dates réservées par la FIFA pour les matchs internationaux. Ce calendrier facilite la mobilisation des joueurs évoluant dans les meilleurs championnats professionnels pour cette compétition.

## Tour préliminaire

### Groupe 1
Les matchs de ce groupe seront disputés du 30 mai au 3 juin 2014 à Montserrat, au Blakes Estate Stadium, à proximité du village de Lookout.
| Rang | Équipe                      | Pts | J | G | N | P | Bp | Bc | Diff |  | Résultats (▼ dom., ► ext.)  |  |     |     |
| ---- | --------------------------- | --- | - | - | - | - | -- | -- | ---- |  | --------------------------- |  | --- | --- |
| 1    | Bonaire                     | 4   | 2 | 1 | 1 | 0 | 2  | 1  | +1   |  | Bonaire                     |  | 0-0 | 2-1 |
| 2    | Montserrat                  | 4   | 2 | 1 | 1 | 0 | 1  | 0  | +1   |  | Montserrat                  |  |     | 1-0 |
| 3    | Îles Vierges des États-Unis | 0   | 2 | 0 | 0 | 2 | 1  | 3  | -2   |  | Îles Vierges des États-Unis |  |     |     |

| 30 mai 2014     | Montserrat  | 1 - 0 | Îles Vierges des États-Unis | Blakes Estate Stadium, Lookout |                           |
| 19:00 UTC−04:00 | Hodgson 54e |       |                             | Arbitrage : Bryan Willett      | Arbitrage : Bryan Willett |
| 19:00 UTC−04:00 | Rapport     |       |                             | Arbitrage : Bryan Willett      | Arbitrage : Bryan Willett |

| 1er juin 2014   | Bonaire                    | 2 - 1 | Îles Vierges des États-Unis | Blakes Estate Stadium, Lookout |                             |
| 19:00 UTC−04:00 | Seinpaal 5e · Beaumont 10e |       | 87e Taylor                  | Arbitrage : Vivian Robinson    | Arbitrage : Vivian Robinson |
| 19:00 UTC−04:00 | Rapport                    |       |                             | Arbitrage : Vivian Robinson    | Arbitrage : Vivian Robinson |

| 3 juin 2014     | Montserrat | 0 - 0 | Bonaire | Blakes Estate Stadium, Lookout |                             |
| 19:00 UTC−04:00 |            |       |         | Arbitrage : Vivian Robinson    | Arbitrage : Vivian Robinson |
| 19:00 UTC−04:00 | Rapport    |       |         | Arbitrage : Vivian Robinson    | Arbitrage : Vivian Robinson |

### Groupe 2
Les matchs de ce groupe seront disputés du 30 mai au 3 juin 2014 à Aruba au Trinidad Stadion d'Oranjestad.
| Rang | Équipe                    | Pts | J | G | N | P | Bp | Bc | Diff |  | Résultats (▼ dom., ► ext.) |  |     |     |     |
| ---- | ------------------------- | --- | - | - | - | - | -- | -- | ---- |  | -------------------------- |  | --- | --- | --- |
| 1    | Guyane                    | 9   | 3 | 3 | 0 | 0 | 14 | 0  | +14  |  | Guyane                     |  | 2-0 | 6-0 | 6-0 |
| 2    | Aruba                     | 6   | 3 | 2 | 0 | 1 | 8  | 2  | +6   |  | Aruba                      |  |     | 1-0 | 7-0 |
| 3    | Îles Turques-et-Caïques   | 3   | 3 | 1 | 0 | 2 | 2  | 7  | -5   |  | Îles Turques-et-Caïques    |  |     |     | 2-0 |
| 4    | Îles Vierges britanniques | 0   | 3 | 0 | 0 | 3 | 0  | 15 | -15  |  | Îles Vierges britanniques  |  |     |     |     |

| 30 mai 2014     | Guyane                                                                                   | 6 - 0 | Îles Vierges britanniques | Trinidad Stadion, Oranjestad |                           |
| 18:30 UTC−04:00 | Soubervie 18e (pen.) · Gab. Pigrée 50e · Atooman 53e · Awong 55e · Solvi 81e · Nalie 90e |       |                           | Arbitrage : Sherwin Moore    | Arbitrage : Sherwin Moore |
| 18:30 UTC−04:00 | Rapport                                                                                  |       |                           | Arbitrage : Sherwin Moore    | Arbitrage : Sherwin Moore |

| 30 mai 2014     | Aruba       | 1 - 0 | Îles Turques-et-Caïques | Trinidad Stadion, Oranjestad  |                               |
| 20:30 UTC−04:00 | Linkers 28e |       |                         | Arbitrage : Enrico Wijngaarde | Arbitrage : Enrico Wijngaarde |
| 20:30 UTC−04:00 | Rapport     |       |                         | Arbitrage : Enrico Wijngaarde | Arbitrage : Enrico Wijngaarde |

| 1er juin 2014   | Guyane                                                     | 6 - 0 | Îles Turques-et-Caïques | Trinidad Stadion, Oranjestad |                             |
| 18:30 UTC−04:00 | Gab. Pigrée 29e 48e 90e · Awong 58e 61e · Louima 83e (csc) |       |                         | Arbitrage : Johanes Dolaini  | Arbitrage : Johanes Dolaini |
| 18:30 UTC−04:00 | Rapport                                                    |       |                         | Arbitrage : Johanes Dolaini  | Arbitrage : Johanes Dolaini |

| 1er juin 2014   | Aruba                                                                    | 7 - 0 | Îles Vierges britanniques | Trinidad Stadion, Oranjestad |                         |
| 20:30 UTC−04:00 | Barradas 3e 34e · Kock 20e · Raven 22e 52e 61e · Cruden 85e · Santos 90e |       |                           | Arbitrage : Neal Brizan      | Arbitrage : Neal Brizan |
| 20:30 UTC−04:00 | Rapport                                                                  |       |                           | Arbitrage : Neal Brizan      | Arbitrage : Neal Brizan |

| 3 juin 2014     | Îles Vierges britanniques | 0 - 2 | Îles Turques-et-Caïques    | Trinidad Stadion, Oranjestad |                           |
| 18:30 UTC−04:00 |                           |       | 32e Fenelus · 52e Derilien | Arbitrage : Sherwin Moore    | Arbitrage : Sherwin Moore |
| 18:30 UTC−04:00 | Rapport                   |       |                            | Arbitrage : Sherwin Moore    | Arbitrage : Sherwin Moore |

| 3 juin 2014     | Aruba           | 0 - 2 | Guyane                    | Trinidad Stadion, Oranjestad  |                               |
| 20:30 UTC−04:00 | Annuar Kock 90e |       | 59e Martinon · 89e Pigrée | Arbitrage : Enrico Wijngaarde | Arbitrage : Enrico Wijngaarde |
| 20:30 UTC−04:00 | Rapport         |       |                           | Arbitrage : Enrico Wijngaarde | Arbitrage : Enrico Wijngaarde |

## Premier tour
Le premier tour de qualification a eu lieu du 3 au 7 septembre 2014 et a opposé 16 équipes réparties dans 4 groupes.

### Groupe 3
Les rencontres ont eu lieu à la Martinique du 3 au 7 septembre 2014.
| Rang | Équipe     | Pts | J | G | N | P | Bp | Bc | Diff |  | Résultats (▼ dom., ► ext.) |  |     |     |     |
| ---- | ---------- | --- | - | - | - | - | -- | -- | ---- |  | -------------------------- |  | --- | --- | --- |
| 1    | Martinique | 7   | 3 | 2 | 1 | 0 | 9  | 2  | +7   |  | Martinique                 |  | 3-2 | 6-0 | 0-0 |
| 2    | Barbade    | 4   | 3 | 1 | 1 | 1 | 7  | 5  | +2   |  | Barbade                    |  |     | 4-1 | 1-1 |
| 3    | Bonaire    | 3   | 3 | 1 | 0 | 2 | 4  | 12 | -8   |  | Bonaire                    |  |     |     | 3-2 |
| 4    | Suriname   | 2   | 3 | 0 | 2 | 1 | 3  | 4  | -1   |  | Suriname                   |  |     |     |     |

| 3 septembre 2014 | Barbade     | 1 - 1 | Suriname    | Stade Pierre-Aliker, Fort-de-France |                           |
| 18:00 UTC-4      | Burgess 69e |       | 80e Faerber | Arbitrage : Javier Santos           | Arbitrage : Javier Santos |
| 18:00 UTC-4      | Rapport     |       |             | Arbitrage : Javier Santos           | Arbitrage : Javier Santos |

| 3 septembre 2014 | Martinique                                          | 6 - 0 | Bonaire | Stade Pierre-Aliker, Fort-de-France |                              |
| 20:00 UTC-4      | Germany 34e 50e 60e · Coureur 75e · Goron 80e 90+2e |       |         | Arbitrage : Walner Laventure        | Arbitrage : Walner Laventure |
| 20:00 UTC-4      | Rapport                                             |       |         | Arbitrage : Walner Laventure        | Arbitrage : Walner Laventure |

| 5 septembre 2014 | Suriname              | 2 - 3 | Bonaire                                        | Stade municipal En Camée, Rivière-Pilote |                           |
| 18:00 UTC-4      | Cronie 80e (pen.) 82e |       | 6e Pauletta · 12e Seinpaal · 70e (pen.) Barzey | Arbitrage : Alain Georges                | Arbitrage : Alain Georges |
| 18:00 UTC-4      | Rapport               |       |                                                | Arbitrage : Alain Georges                | Arbitrage : Alain Georges |

| 5 septembre 2014 | Martinique                              | 3 - 2 | Barbade                 | Stade municipal En Camée, Rivière-Pilote |                              |
| 20:00 UTC-4      | Crétinoir 57e · Germany 60e · Goron 80e |       | 12e Morris · 30e Joseph | Arbitrage : William Anderson             | Arbitrage : William Anderson |
| 20:00 UTC-4      | Rapport                                 |       |                         | Arbitrage : William Anderson             | Arbitrage : William Anderson |

| 7 septembre 2014 | Bonaire             | 1 - 4 | Barbade                                  | Stade Pierre-Aliker, Fort-de-France |                           |
| 16:00 UTC-4      | Seinpaal 90e (pen.) |       | 55e Boyce · 67e Harewood · 74e 76e Harte | Arbitrage : Javier Santos           | Arbitrage : Javier Santos |
| 16:00 UTC-4      | Rapport             |       |                                          | Arbitrage : Javier Santos           | Arbitrage : Javier Santos |

| 7 septembre 2014 | Martinique | 0 - 0 | Suriname | Stade Pierre-Aliker, Fort-de-France |                              |
| 18:00 UTC-4      |            |       |          | Arbitrage : William Anderson        | Arbitrage : William Anderson |
| 18:00 UTC-4      | Rapport    |       |          | Arbitrage : William Anderson        | Arbitrage : William Anderson |

### Groupe 4
Les rencontres ont eu lieu à Porto Rico du 3 au 7 septembre 2014.
| Rang | Équipe     | Pts | J | G | N | P | Bp | Bc | Diff |  | Résultats (▼ dom., ► ext.) |  |     |     |     |
| ---- | ---------- | --- | - | - | - | - | -- | -- | ---- |  | -------------------------- |  | --- | --- | --- |
| 1    | Curaçao    | 5   | 3 | 1 | 2 | 0 | 4  | 3  | +1   |  | Curaçao                    |  | 0-0 | 2-2 | 2-1 |
| 2    | Guyane     | 5   | 3 | 1 | 2 | 0 | 3  | 2  | +1   |  | Grenade                    |  |     | 2-1 | 1-1 |
| 3    | Porto Rico | 2   | 3 | 0 | 2 | 1 | 5  | 6  | -1   |  | Porto Rico                 |  |     |     | 2-2 |
| 4    | Grenade    | 2   | 3 | 0 | 2 | 1 | 4  | 5  | -1   |  | Guyane                     |  |     |     |     |

| 3 septembre 2014 | Grenade   | 1 - 1 | Guyane      | Estadio Juan Ramón Loubriel, Bayamón |                          |
| 16:30 UTC-4      | James 58e |       | 59e Breleur | Arbitrage : Moeth Gaymes             | Arbitrage : Moeth Gaymes |
| 16:30 UTC-4      | Rapport   |       |             | Arbitrage : Moeth Gaymes             | Arbitrage : Moeth Gaymes |

| 3 septembre 2014 | Porto Rico     | 2 - 2 | Curaçao                   | Estadio Juan Ramón Loubriel, Bayamón |                        |
| 19:30 UTC-4      | Marrero 7e 51e |       | 59e Rajcomar · 82e Martis | Arbitrage : Jhon Pitti               | Arbitrage : Jhon Pitti |
| 19:30 UTC-4      | Rapport        |       |                           | Arbitrage : Jhon Pitti               | Arbitrage : Jhon Pitti |

| 5 septembre 2014 | Curaçao                       | 2 - 1 | Grenade   | Estadio Juan Ramón Loubriel, Bayamón |                          |
| 16:30 UTC-4      | Rajcomar 57e · Nepomuceno 62e |       | 4e Rennie | Arbitrage : Jafeth Perea             | Arbitrage : Jafeth Perea |
| 16:30 UTC-4      | Rapport                       |       |           | Arbitrage : Jafeth Perea             | Arbitrage : Jafeth Perea |

| 5 septembre 2014 | Porto Rico       | 1 - 2 | Guyane                 | Estadio Juan Ramón Loubriel, Bayamón |                             |
| 19:30 UTC-4      | Ramos 39e (pen.) |       | 60e 90e Gabriel Pigrée | Arbitrage : Edvin Jurisevic          | Arbitrage : Edvin Jurisevic |
| 19:30 UTC-4      | Rapport          |       |                        | Arbitrage : Edvin Jurisevic          | Arbitrage : Edvin Jurisevic |

| 7 septembre 2014 | Guyane  | 0 - 0 | Curaçao | Estadio Juan Ramón Loubriel, Bayamón |                        |
| 14:30 UTC-4      |         |       |         | Arbitrage : Jhon Pitti               | Arbitrage : Jhon Pitti |
| 14:30 UTC-4      | Rapport |       |         | Arbitrage : Jhon Pitti               | Arbitrage : Jhon Pitti |

| 7 septembre 2014 | Porto Rico               | 2 - 2 | Grenade              | Estadio Juan Ramón Loubriel, Bayamón |                          |
| 17:30 UTC-4      | Ramos 29e · Oikkonen 68e |       | 55e James · 85e Bain | Arbitrage : Moeth Gaymes             | Arbitrage : Moeth Gaymes |
| 17:30 UTC-4      | Rapport                  |       |                      | Arbitrage : Moeth Gaymes             | Arbitrage : Moeth Gaymes |

### Groupe 5
Les rencontres ont eu lieu à Antigua et Barbuda du 3 au 7 septembre 2014.
| Rang | Équipe                          | Pts | J | G | N | P | Bp | Bc | Diff |  | Résultats (▼ dom., ► ext.)      |  |     |     |      |
| ---- | ------------------------------- | --- | - | - | - | - | -- | -- | ---- |  | ------------------------------- |  | --- | --- | ---- |
| 1    | Antigua-et-Barbuda              | 9   | 3 | 3 | 0 | 0 | 10 | 2  | +8   |  | Antigua-et-Barbuda              |  | 2-1 | 2-1 | 6-0  |
| 2    | Saint-Vincent-et-les-Grenadines | 6   | 3 | 2 | 0 | 1 | 6  | 2  | +4   |  | Saint-Vincent-et-les-Grenadines |  |     | 1-0 | 4-0  |
| 3    | République dominicaine          | 3   | 3 | 1 | 0 | 2 | 11 | 3  | +8   |  | République dominicaine          |  |     |     | 10-0 |
| 4    | Anguilla                        | 0   | 3 | 0 | 0 | 3 | 0  | 20 | -20  |  | Anguilla                        |  |     |     |      |

L'équipe de  République dominicaine se qualifie en tant que meilleure troisième.
| 3 septembre 2014 | République dominicaine | 0 - 1 | Saint-Vincent-et-les-Grenadines                                                    | Antigua Recreation Ground, St. John's |                           |
| 17:00 UTC-4      |                        |       | 45e Anderson · 54e George · 55e Francis · 60e Richards · 64e McBurnett · 65e Sandy | Arbitrage : Trevor Taylor             | Arbitrage : Trevor Taylor |
| 17:00 UTC-4      | Rapport                |       |                                                                                    | Arbitrage : Trevor Taylor             | Arbitrage : Trevor Taylor |

| 3 septembre 2014 | Antigua-et-Barbuda                                                                     | 6 - 0 | Anguilla          | Antigua Recreation Ground, St. John's |                            |
| 20:00 UTC-4      | Jahraldo-Martin 8e · Murtagh 35e 71e · Harriette 41e · Byers 55e · Griffith 69e (pen.) |       | 38e R. Richardson | Arbitrage : Kevin Morrison            | Arbitrage : Kevin Morrison |
| 20:00 UTC-4      | Rapport                                                                                |       |                   | Arbitrage : Kevin Morrison            | Arbitrage : Kevin Morrison |

| 5 septembre 2014 | Saint-Vincent-et-les-Grenadines                       | 4 - 0 | Anguilla                              | Antigua Recreation Ground, St. John's |                          |
| 17:00 UTC-4      | M. Samuel 36e (pen.) · Anderson 39e 77e · Solomon 71e |       | 35e K. Richardson · 38e A. Richardson | Arbitrage : Kimbell Ward              | Arbitrage : Kimbell Ward |
| 17:00 UTC-4      | Rapport                                               |       |                                       | Arbitrage : Kimbell Ward              | Arbitrage : Kimbell Ward |

| 5 septembre 2014 | Antigua-et-Barbuda     | 2 - 1 | République dominicaine                                    | Antigua Recreation Ground, St. John's |                             |
| 19:00 UTC-4      | Byers 55e · Jarvis 70e |       | 20e Bonnín · 21e (csc) Mack · 60e, 63e Flores · 79e Lloyd | Arbitrage : Sherwin Johnson           | Arbitrage : Sherwin Johnson |
| 19:00 UTC-4      | Rapport                |       |                                                           | Arbitrage : Sherwin Johnson           | Arbitrage : Sherwin Johnson |

| 7 septembre 2014 | Anguilla | 0 - 10 | République dominicaine                                                                                    | Antigua Recreation Ground, St. John's |                           |
| 17:00 UTC-4      |          |        | 20e (csc) Kentish · 32e 62e Beard · 41e 53e Rodríguez · 44e (pen.) 87e Faña · 86e 88e Peralta · 90e Zayas | Arbitrage : Trevor Taylor             | Arbitrage : Trevor Taylor |
| 17:00 UTC-4      | Rapport  |        | | Arbitrage : Trevor Taylor             | Arbitrage : Trevor Taylor |

| 7 septembre 2014 | Antigua-et-Barbuda                    | 2 - 1 | Saint-Vincent-et-les-Grenadines | Antigua Recreation Ground, St. John's |                            |
| 19:00 UTC-4      | Murtagh 32e · Thomas 81e · Jarvis 90e |       | 36e Richards · 45+1e McBurnett  | Arbitrage : Kevin Morrison            | Arbitrage : Kevin Morrison |
| 19:00 UTC-4      | Rapport                               |       |                                 | Arbitrage : Kevin Morrison            | Arbitrage : Kevin Morrison |

### Groupe 6
Les rencontres ont eu lieu à Saint-Christophe-et-Niévès du 3 au 7 septembre 2014.
| Rang | Équipe                     | Pts | J | G | N | P | Bp | Bc | Diff |  | Résultats (▼ dom., ► ext.) |  |     |     |     |
| ---- | -------------------------- | --- | - | - | - | - | -- | -- | ---- |  | -------------------------- |  | --- | --- | --- |
| 1    | Saint-Christophe-et-Niévès | 7   | 3 | 2 | 1 | 0 | 7  | 0  | +7   |  | Saint-Christophe-et-Niévès |  | 0-0 | 2-0 | 5-0 |
| 2    | Sainte-Lucie               | 7   | 3 | 2 | 1 | 0 | 4  | 1  | +3   |  | Sainte-Lucie               |  |     | 2-0 | 2-1 |
| 3    | Guyana                     | 1   | 3 | 0 | 1 | 2 | 0  | 4  | -4   |  | Guyana                     |  |     |     | 0-0 |
| 4    | Dominique                  | 1   | 3 | 0 | 1 | 2 | 1  | 7  | -6   |  | Dominique                  |  |     |     |     |

| 3 septembre 2014 | Guyana                      | 0 - 0 | Dominique                                | Warner Park Sporting Complex, Basseterre |                              |
| 17:30 UTC-4      | Adams 60e · Ramsay 85e, 89e |       | 38e Jno-Baptiste · 81e Prince · 39e Wade | Arbitrage : Christopher Reid             | Arbitrage : Christopher Reid |
| 17:30 UTC-4      | Rapport                     |       |                                          | Arbitrage : Christopher Reid             | Arbitrage : Christopher Reid |

| 3 septembre 2014 | Saint-Christophe-et-Niévès | 0 - 0 | Sainte-Lucie             | Warner Park Sporting Complex, Basseterre |                            |
| 20:30 UTC-4      | Harris 37e · Thomas 90+1e  |       | 32e Williams · 89e Hunte | Arbitrage : Ricardo Cerdas               | Arbitrage : Ricardo Cerdas |
| 20:30 UTC-4      | Rapport                    |       |                          | Arbitrage : Ricardo Cerdas               | Arbitrage : Ricardo Cerdas |

| 5 septembre 2014 | Sainte-Lucie              | 2 - 0 | Guyana    | Warner Park Sporting Complex, Basseterre |                            |
| 17:30 UTC-4      | Emmanuel 14e · Joseph 84e |       | 60e Moore | Arbitrage : Henry Bejarano               | Arbitrage : Henry Bejarano |
| 17:30 UTC-4      | Rapport                   |       |           | Arbitrage : Henry Bejarano               | Arbitrage : Henry Bejarano |

| 5 septembre 2014 | Saint-Christophe-et-Niévès                                                    | 5 - 0 | Dominique                 | Warner Park Sporting Complex, Basseterre |                             |
| 20:30 UTC-4      | Lawrence 3e (csc) · Sawyers 18e (pen.) · Harris 29e · Thomas 77e · Leader 85e |       | 16e Lawrence · 45e Walker | Arbitrage : Ricardo Montero              | Arbitrage : Ricardo Montero |
| 20:30 UTC-4      | Rapport                                                                       |       |                           | Arbitrage : Ricardo Montero              | Arbitrage : Ricardo Montero |

| 7 septembre 2014 | Dominique             | 1 - 2 | Sainte-Lucie   | Warner Park Sporting Complex, Basseterre |                             |
| 17:30 UTC-4      | Prince 32e · Wade 68e |       | 13e 76e Valcin | Arbitrage : Ricardo Montero              | Arbitrage : Ricardo Montero |
| 17:30 UTC-4      | Rapport               |       |                | Arbitrage : Ricardo Montero              | Arbitrage : Ricardo Montero |

| 7 septembre 2014 | Saint-Christophe-et-Niévès             | 2 - 0 | Guyana | Warner Park Sporting Complex, Basseterre |                            |
| 20:30 UTC-4      | Thomas 53e · Harris 60e · Williams 90e |       |        | Arbitrage : Henry Bejarano               | Arbitrage : Henry Bejarano |
| 20:30 UTC-4      | Rapport                                |       |        | Arbitrage : Henry Bejarano               | Arbitrage : Henry Bejarano |

## Second tour
Le second tour de qualification a lieu du 8 au 12 octobre 2014 et oppose 12 équipes, réparties dans trois groupes.

### Groupe 7
Les rencontres ont lieu à Trinité-et-Tobago du 8 au 12 octobre 2014.
| Rang | Équipe                 | Pts | J | G | N | P | Bp | Bc | Diff |  | Résultats (▼ dom., ► ext.) |  |     |     |     |
| ---- | ---------------------- | --- | - | - | - | - | -- | -- | ---- |  | -------------------------- |  | --- | --- | --- |
| 1    | Trinité-et-Tobago      | 9   | 3 | 3 | 0 | 0 | 9  | 1  | +8   |  | Trinité-et-Tobago          |  | 1-0 | 6-1 | 2-0 |
| 2    | Antigua-et-Barbuda     | 4   | 3 | 1 | 1 | 1 | 2  | 2  | 0    |  | Antigua-et-Barbuda         |  |     | 0-0 | 2-1 |
| 3    | République dominicaine | 4   | 3 | 1 | 1 | 1 | 4  | 8  | -4   |  | République dominicaine     |  |     |     | 3-2 |
| 4    | Sainte-Lucie           | 0   | 3 | 0 | 0 | 3 | 3  | 7  | -4   |  | Sainte-Lucie               |  |     |     |     |

| 8 octobre 2014 | Antigua-et-Barbuda         | 2 - 1 | Sainte-Lucie  | Ato Boldon Stadium, Couva |                           |
| 18:00 UTC-4    | Murtagh 73e · Parker 90+1e |       | 42e Frederick | Arbitrage : Trevor Taylor | Arbitrage : Trevor Taylor |
| 18:00 UTC-4    | Rapport                    |       |               | Arbitrage : Trevor Taylor | Arbitrage : Trevor Taylor |

| 8 octobre 2014 | Trinité-et-Tobago                                | 6 - 1 | République dominicaine | Ato Boldon Stadium, Couva                      |                                                |
| 20:15 UTC-4    | Molino 2e 3e 25e · K. Jones 40e 55e · Caesar 77e |       | 88e Faña               | Spectateurs : 1 400 Arbitrage : Kevin Morrison | Spectateurs : 1 400 Arbitrage : Kevin Morrison |
| 20:15 UTC-4    | Rapport                                          |       |                        | Spectateurs : 1 400 Arbitrage : Kevin Morrison | Spectateurs : 1 400 Arbitrage : Kevin Morrison |

| 10 octobre 2014 | Antigua-et-Barbuda | 0 - 0 | République dominicaine | Ato Boldon Stadium, Couva |                          |
| 18:00 UTC-4     |                    |       |                        | Arbitrage : Dwight Royal  | Arbitrage : Dwight Royal |
| 18:00 UTC-4     | [ Rapport]         |       |                        | Arbitrage : Dwight Royal  | Arbitrage : Dwight Royal |

| 10 octobre 2014 | Trinité-et-Tobago        | 2 - 0 | Sainte-Lucie | Ato Boldon Stadium, Couva |                           |
| 20:15 UTC-4     | Guerra 6e · K. Jones 67e |       |              | Arbitrage : Adrian Skeete | Arbitrage : Adrian Skeete |
| 20:15 UTC-4     | Rapport                  |       |              | Arbitrage : Adrian Skeete | Arbitrage : Adrian Skeete |

| 12 octobre 2014 | Sainte-Lucie   | 2 - 3 | République dominicaine                        | Ato Boldon Stadium, Couva  |                            |
| 16:00 UTC-4     | Polius 71e 87e |       | 37e (pen.) Faña · 77e Rodriguez · 85e Navarro | Arbitrage : Kevin Morrison | Arbitrage : Kevin Morrison |
| 16:00 UTC-4     | Rapport        |       |                                               | Arbitrage : Kevin Morrison | Arbitrage : Kevin Morrison |

| 12 octobre 2014 | Trinité-et-Tobago | 1 - 0 | Antigua-et-Barbuda | Ato Boldon Stadium, Couva |  |
| 18:15 UTC-4     | Molino            |       |                    |                           |  |
| 18:15 UTC-4     | [ Rapport]        |       |                    |                           |  |

### Groupe 8
Les rencontres ont lieu à Haïti du 8 au 12 octobre 2014.
| Rang | Équipe                     | Pts | J | G | N | P | Bp | Bc | Diff |  | Résultats (▼ dom., ► ext.) |  |     |     |     |
| ---- | -------------------------- | --- | - | - | - | - | -- | -- | ---- |  | -------------------------- |  | --- | --- | --- |
| 1    | Haïti                      | 5   | 3 | 1 | 2 | 0 | 6  | 4  | +2   |  | Haïti                      |  | 2-2 | 0-0 | 4-2 |
| 2    | Guyane                     | 4   | 3 | 1 | 1 | 1 | 5  | 4  | +1   |  | Guyane                     |  |     | 1-2 | 2-0 |
| 3    | Saint-Christophe-et-Niévès | 4   | 3 | 1 | 1 | 1 | 4  | 4  | 0    |  | Saint-Christophe-et-Niévès |  |     |     | 2-3 |
| 4    | Barbade                    | 3   | 3 | 1 | 0 | 2 | 5  | 8  | -3   |  | Barbade                    |  |     |     |     |

| 8 octobre 2014 | Saint-Christophe-et-Niévès   | 2 - 3 | Barbade                       | Stade Sylvio-Cator, Port-au-Prince |                         |
| 17:00 UTC-4    | Elliott 12e · Panayiotou 86e |       | 16e Joseph · 24e 29e Lawrence | Arbitrage : Neal Brizan            | Arbitrage : Neal Brizan |
| 17:00 UTC-4    | [ Rapport]                   |       |                               | Arbitrage : Neal Brizan            | Arbitrage : Neal Brizan |

| 8 octobre 2014 | Haïti                     | 2 - 2 | Guyane                                         | Stade Sylvio-Cator, Port-au-Prince |                           |
| 19:30 UTC-4    | Louis 28e · Alcénat 45+1e |       | 15e Léon · 29e Solvi · 54e (csc) Jean-Zéphirin | Arbitrage : Sandy Vasquez          | Arbitrage : Sandy Vasquez |
| 19:30 UTC-4    | Rapport                   |       |                                                | Arbitrage : Sandy Vasquez          | Arbitrage : Sandy Vasquez |

| 10 octobre 2014 | Guyane                       | 1 - 2 | Saint-Christophe-et-Niévès                                                           | Stade Sylvio-Cator, Port-au-Prince |                                 |
| 17:00 UTC-4     | Torvic 35e · Gab. Pigrée 68e |       | 25e Mitchum · 35e Panayiotou · 47e Thomas · 53e Harris · 59e Panayiotou · 77e Hanley | Arbitrage : Juan Carlos Hidalgo    | Arbitrage : Juan Carlos Hidalgo |
| 17:00 UTC-4     | Rapport                      |       |                                                                                      | Arbitrage : Juan Carlos Hidalgo    | Arbitrage : Juan Carlos Hidalgo |

| 10 octobre 2014 | Haïti                        | 4 - 2 | Barbade          | Stade Sylvio-Cator, Port-au-Prince |                              |
| 19:30 UTC-4     | Belfort · Guerrier · Alcénat |       | Harte · ? Bertin | Arbitrage : William Anderson       | Arbitrage : William Anderson |
| 19:30 UTC-4     | [ Rapport]                   |       |                  | Arbitrage : William Anderson       | Arbitrage : William Anderson |

| 12 octobre 2014 | Barbade | 0 - 2 | Guyane                                    | Stade Sylvio-Cator, Port-au-Prince |                         |
| 17:00 UTC-4     |         |       | 45e Fabien · 55e Gab. Pigrée · 75e Edwige | Arbitrage : Neal Brizan            | Arbitrage : Neal Brizan |
| 17:00 UTC-4     | Rapport |       |                                           | Arbitrage : Neal Brizan            | Arbitrage : Neal Brizan |

| 12 octobre 2014 | Haïti      | 0 - 0 | Saint-Christophe-et-Niévès | Stade Sylvio-Cator, Port-au-Prince |                              |
| 19:30 UTC-4     |            |       |                            | Arbitrage : William Anderson       | Arbitrage : William Anderson |
| 19:30 UTC-4     | [ Rapport] |       |                            | Arbitrage : William Anderson       | Arbitrage : William Anderson |

### Groupe 9
Les rencontres ont lieu en Guadeloupe du 8 au 12 octobre 2014.
| Rang | Équipe                          | Pts | J | G | N | P | Bp | Bc | Diff |  | Résultats (▼ dom., ► ext.)      |  |     |     |     |
| ---- | ------------------------------- | --- | - | - | - | - | -- | -- | ---- |  | ------------------------------- |  | --- | --- | --- |
| 1    | Martinique                      | 7   | 3 | 2 | 1 | 0 | 7  | 5  | +2   |  | Martinique                      |  | 1-1 | 2-1 | 4-3 |
| 2    | Curaçao                         | 4   | 3 | 1 | 1 | 1 | 2  | 2  | 0    |  | Curaçao                         |  |     | 1-0 | 0-1 |
| 3    | Guadeloupe                      | 3   | 3 | 1 | 0 | 2 | 4  | 4  | 0    |  | Guadeloupe                      |  |     |     | 3-1 |
| 4    | Saint-Vincent-et-les-Grenadines | 3   | 3 | 1 | 0 | 2 | 5  | 7  | -2   |  | Saint-Vincent-et-les-Grenadines |  |     |     |     |

| 8 octobre 2014 | Martinique                                | 1 - 1 | Curaçao                                                                  | Stade René-Serge-Nabajoth, Les Abymes             |                                                   |
| 18:00 UTC-4    | Glombard 5e · Faubert 51e · Vitulin 90+1e |       | 28e Vincento · 35e Maria · 90+2e Merencia · 90+2e Vincento · 90+2e Maria | Spectateurs : 800 Arbitrage : Christopher Stewart | Spectateurs : 800 Arbitrage : Christopher Stewart |
| 18:00 UTC-4    | Rapport                                   |       |                                                                          | Spectateurs : 800 Arbitrage : Christopher Stewart | Spectateurs : 800 Arbitrage : Christopher Stewart |

| 8 octobre 2014 | Guadeloupe                                        | 3 - 1 | Saint-Vincent-et-les-Grenadines                      | Stade René-Serge-Nabajoth, Les Abymes |                        |
| 20:30 UTC-4    | Gamiette 42e · Gotin 53e · Nestor 59e · Zubar 62e |       | 26e Hamlett · 46e M. Samuel · 62e Sandy · 62e George | Arbitrage : Leo Clarke                | Arbitrage : Leo Clarke |
| 20:30 UTC-4    | Rapport                                           |       |                                                      | Arbitrage : Leo Clarke                | Arbitrage : Leo Clarke |

| 10 octobre 2014 | Saint-Vincent-et-les-Grenadines | 1 - 0 | Curaçao | Stade René-Serge-Nabajoth, Les Abymes |                           |
| 18:00 UTC-4     | Anderson 4e                     |       |         | Arbitrage : Bryan Willett             | Arbitrage : Bryan Willett |
| 18:00 UTC-4     | Rapport                         |       |         | Arbitrage : Bryan Willett             | Arbitrage : Bryan Willett |

| 10 octobre 2014 | Guadeloupe                           | 1 - 2 | Martinique             | Stade René-Serge-Nabajoth, Les Abymes |                             |
| 20:30 UTC-4     | Gotin · Bemba · Vouteau 90+2e (pen.) |       | 4e 66e Faubert · Abaul | Arbitrage : Wilson Da Costa           | Arbitrage : Wilson Da Costa |
| 20:30 UTC-4     | Rapport                              |       |                        | Arbitrage : Wilson Da Costa           | Arbitrage : Wilson Da Costa |

| 12 octobre 2014 | Martinique                                             | 4 - 3 | Saint-Vincent-et-les-Grenadines | Stade René-Serge-Nabajoth, Les Abymes |                             |
| 16:00 UTC-4     | Goron 56e · Crétinoir 69e · Esor 70e · Faubert 81e 84e |       | 25e 59e Stewart · 66e Anderson  | Arbitrage : Wilson Da Costa           | Arbitrage : Wilson Da Costa |
| 16:00 UTC-4     | Rapport                                                |       |                                 | Arbitrage : Wilson Da Costa           | Arbitrage : Wilson Da Costa |

| 12 octobre 2014 | Guadeloupe             | 0 - 1 | Curaçao        | Stade René-Serge-Nabajoth, Les Abymes |                        |
| 18:30 UTC-4     | Lina 33e · Sennoaj 71e |       | 90+2e Merencia | Arbitrage : Leo Clarke                | Arbitrage : Leo Clarke |
| 18:30 UTC-4     | Rapport                |       |                | Arbitrage : Leo Clarke                | Arbitrage : Leo Clarke |

### Équipes qualifiées
- Jamaïque (Pays organisateur)
- Cuba (Tenant du titre)
- Trinité-et-Tobago
- Antigua-et-Barbuda
- Haïti
- Guyane
- Martinique
- Curaçao